# Loan Boumelaha
Sabri Loan Boumelaha (* 21. September 1989 in Mülhausen) ist ein algerisch-französischer Fußballspieler.

## Karriere

### Verein
In seiner frühen Jugend spielte Boumelaha in Saint-Louis (Elsass) für den FC Saint-Louis Neuweg sowie den AS Bourgfelden, bevor er beim Nachwuchs des BSC Old Boys Basel Aufnahme fand. Im Juli 2007 wechselte er schließlich zur U-21 des FC Basel. Für diese Mannschaft lief er in der Saison in 28 Spielen auf, und in der darauffolgenden Spielzeit in 15 Partien. Im Januar 2009 wurde er an den Stadtrivalen FC Concordia Basel ausgeliehen. Nach seinem Profidebüt am 8. März 2009, bei der 1:3-Niederlage gegen den FC Locarno, folgten acht weitere Einsätze für die Congeli in der Challenge League.
Im Februar 2010 überließ man den Linksverteidiger (erneut auf Leihbasis) bis zum Saisonende dem FC Thun. Sabri Loan Boumelaha kam drei Mal bei der 1. Mannschaft zum Einsatz, wobei er zwei Mal erst in den Schlussminuten eingewechselt wurde. Außerdem setzten ihn die Thuner auch bei Spielen der U-21 ein. Das Nachwuchsteam stieg in dieser Saison aus der 2. Liga interregional in die 1. Liga (dritthöchste Spielklasse) auf. Die 1. Mannschaft des Berner Oberländer Vereins, der etliche Basler Nachwuchsspieler in seinem Team aufgestellt hatte, wurde in dieser Saison Challenge-League-Meister und stieg in die Axpo Super League auf. Wenngleich der französische Abwehrspieler für beide Mannschaften nur kurz im Einsatz stand, so konnte er als Mitglied der erweiterten Kader einen doppelten Aufstieg feiern.
Nach dem Ende der Leihzeit in Thun kehrte Boumelaha zu den Baslern zurück, die ihn umgehend an den FC Wil in die Challenge League ausleihten, bei denen er regelmäßig zum Einsatz kam. Nachdem am Ende der Leihfrist der Vertrag von Boumelaha beim FC Basel aufgelöst worden war, wechselte er im Januar 2012 zum bulgarischen Verein Minjor Pernik. Anfang 2013 verließ er den Klub und war ein halbes Jahr ohne Verein, ehe er sich im Sommer 2013 dem FC Mulhouse anschloss. Anfang 2014 kehrte er in die Schweiz zurück, wo ihn der FC Black Stars Basel aufnahm. Ab Sommer 2014 war er erneut einige Monate ohne Klub, ehe ihn Anfang 2015 SR Delémont verpflichtete. Mit dem Klub stieg er am Ende der Spielzeit 2014/15 aus der Promotion League ab.
Boumelaha schloss sich anschließend dem AS Timau Basel an, der in der 2. Liga interregional spielte. Er blieb dem Klub bis Ende 2018 treu. Seit Anfang 2019 spielte er für den FC Allschwil.

### Nationalmannschaft
Boumelaha wurde zwar in Frankreich geboren, aber er entschied sich für die Algerische Auswahl zu spielen. Im September 2009 wurde er fürs Trainingscamp der U-23-Nationalmannschaft nominiert. Im Camp gab es ein Freundschaftsspiel gegen CR Belouizdad, bei dem er jedoch nicht zum Einsatz kam. Am 14. September 2009 wurde er ein zweites Mal nominiert.

## Privates
Sabri Loan Boumelaha hat zwei ältere Brüder, die ebenfalls Fußballer sind: Virgile Boumelaha und Olivier Boumelaha.